# 高田城 (大和国)
高田城（たかだじょう）は、奈良県大和高田市旭北町（旧・大和国葛下郡）にあった日本の城（平城）。

## 概要
高田城跡は現在のJR桜井線と和歌山線に挟まれた場所にある。城の規模は約200メートル四方で、片塩小学校および常光寺池の一帯にあった。
『日本城郭大系』によると、築城時期は室町時代初期。『当麻氏系図』では、永享4年（1432年）に将軍・足利義教の命を受けた当麻為貞が高田城を築き、嫡子の為秀を入れたとされている。高田城の城主は高田氏で、現在の大和高田市に在地した当麻氏が在地名の「高田」を名乗ったものとみられる。
文安4年（1447年）10月、筒井氏と経覚の争いにおいて経覚方に付いた布施氏が高田城を攻めた。この時、布施氏は五重の木戸のうち四重まで切り落としたが、落城には至らず退いた（『経覚私要鈔』）。
文正元年（1466年）9月、河内守護・畠山氏の家督争いの中で、畠山義就方に付く越智家栄が畠山政長方の布施・高田を攻めて散郷を焼いている（『大乗院寺社雑事記』）。
応仁の乱の最中の文明3年（1471年）には、布施方の「前高田」と越智方の「当高田」の対立が見られる（『大乗院寺社雑事記』）。「前高田」は布施行種の弟とみられ、高田氏は当麻氏に出自を持つ当麻高田氏と布施氏に出自を持つ布施高田氏とに分裂していた。これ以降の高田氏はその時々で越智方であったり筒井方であったりするが、これはその時の惣領が当麻高田氏（越智方）であるか布施高田氏（筒井方）であるかによるものとみられる。
永正4年（1507年）10月、赤沢長経らの京軍が大和に侵攻すると、それに対抗する大和国人らは河内や堺、吉野などに退いた後、11月に反攻に転じた。その際、筒井氏や十市氏の軍勢が高田城と万歳城（大和高田市）に集結している。この時の各地における戦いで大和国人らはいずれも敗れ、高田城にいた国人衆は宇智郡（奈良県五條市）に退いた（『多聞院日記』）。
筒井順慶と松永久秀の抗争の中では、高田氏は松永方に付いていた。『多聞院日記』永禄11年（1568年）10月1日条によるとその前日に、高田城を攻める布施氏を、松永方の十市氏と箸尾氏が追い払ったという。『多聞院日記』永禄11年10月9日条の記述からは、布施氏によって高田城の周りに二重の堀が設けられ、4年にわたり包囲されていたことが分かる。これに先立つ永禄8年（1565年）11月、高田郷が布施氏によって焼き払われており（『多聞院日記』）、その時以来の包囲だったと考えられる。元亀2年（1571年）8月には、布施氏により高田出城が攻め落とされた。
天正8年（1580年）8月、織田信長から筒井順慶に対し、郡山城を除く大和の城の破却が命じられた。同年9月に大和一円の寺社・国衆に命じられた指出しでは高田氏は3,000石だったが、その直後の10月には、信長の命で高田藤七郎が殺害されている。